# Haroldo Conti
Haroldo Pedro Conti (Chacabuco, 25 maggio 1925 – 5 maggio 1976) è stato uno scrittore e giornalista argentino, desaparecido dopo esser stato sequestrato il 5 maggio 1976.

## Biografia
Nato nel 1925 a Chacabuco, studiò filosofia all'Università di Buenos Aires, dove si laureò nel 1954. Nel 1955 si sposò con Dora Campos con la quale ebbe due figli: Alejandra e Marcelo. Nello stesso anno pubblicò la sua prima sceneggiatura cinematografica, La bestia debe morir. Nel 1956 pubblica l'opera teatrale Examinado. Quattro anni dopo riceve il premio della rivista Life per il racconto La causa. Nel 1962 vince il premio Fabril con il suo primo romanzo, Sudeste, e diventa una delle figure di riferimento della cosiddetta «generación de Contorno».
Pubblica poi i romanzi Alrededor de la jaula (Premio Universidad de Veracruz, Messico, poi portata al cinema da Sergio Renán con il titolo Crecer de golpe) e En vida (Premio Barral, Spagna, della cui giuria facevano parte Mario Vargas Llosa e Gabriel García Márquez) ed i libri di racconti Todos los veranos (Premio Municipal de Buenos Aires), Con otra gente e  La balada del álamo carolina. Collabora con la rivista Crisis. Nel 1975 pubblica il romanzo Mascaró, el cazador americano, che vince il Premio Casa de las Américas (Cuba).
Il 5 maggio 1976, dopo il golpe militare in Argentina, viene sequestrato. Il suo nome figura fra quelli dei desaparecidos. Ogni anno si celebra in tale data il Giorno dello scrittore bonaerense in onore alla sua memoria. Nel 2009 il Municipio di Tigre ha trasformato la sua casa del Delta in un museo.
Conti adorava la zona del Delta del fiume Paraná, e trascorreva molto tempo nella sua casa sul Tigre: in molte pagine dei suoi libri compare la descrizione del grande fiume, con le isole, i canali e i fiumi interni. 
Nei racconti invece menziona spesso i luoghi agresti della sua città natale, Chacabuco.

## Opera

### Romanzi
- Sudeste (1962)
- Alrededor de la jaula (1966)
- En vida (1971)
- Mascaró el cazador americano (1975)

### Racconti
- Todos los veranos (1964)
- Con otra gente (1967)
- La balada del álamo carolina (1975)

### Traduzioni in italiano
- Mascaró, il cacciatore americano, (traduzione di Francesco Saba Sardi, prefazione di Gabriel García Márquez), Milano, Bompiani, 1983.
- Sudeste, (traduzione di Marino Magliani), Roma, Exòrma Edizioni, 2018.

- Racconti completi, (traduzione di Laura Branchini), Varese, Burritos Edizioni, 2019.
- Mascaró, (nuova traduzione di Marino Magliani, prefazione di Gabriel García Márquez del 1983), Roma, Exòrma Edizioni, 2020.

- In vita, (traduzione di Laura Branchini), Varese, Burritos Edizioni, gennaio 2021.